# Сега (газета)
«Сега», «Сейчас» — болгарская газета в Софии. Издается компанией «Сега», которая находится в собственности компании «Овергаз» бизнесмена Сашо Дончева — 27 % и компании «Алтернатива 98» — 73 %. Газетой управляют «Овергаз холдинг», главный редактор газеты Теодора Пеева и бизнесмен Добрин Памуков. Заместители главного редактора — Мария Стойкова, Петьо Цеков.
Редакция газеты находится на площади Болгария, 1 в Софии. Газета издается с 1997 года. Газета является одной из первых болгарских газет, у которой появилось интернет-издание.
С 1998 года выходит как ежедневная газета.

## Награды
В 2002 газета получила премию имени Герда Буцериуса «Свободная пресса Восточной Европы».